# Мырзахметов, Аблай Исабекович
Аблай Исабекович Мырзахметов (каз. Абылай Исабекұлы Мырзахаметов, 1 января 1969, Джарты-тюбе, Сузакский район, Чимкентская область, Казахская ССР, СССР) — казахстанский государственный деятель, министр транспорта и коммуникаций Республики Казахстан (2001—2002). С сентября 2013 года Председатель Национальной палаты предпринимателей Казахстана «Атамекен».

## Биография
Родился 1 января 1969 года в селе Джарты-тюбе, Сузакский район, Чимкентская область, Казахская ССР, СССР.
В 1992 году окончил экономический факультет Московского Государственного университета им. М. В. Ломоносова получив специальность экономиста.
С 1992 года занял должность финансового директора АО «Концерн Алтын-Алма»
С 1994 года — генеральный директор АОЗТ «ПОЛИТЭК»
С 1995 года — генеральный директор ЗАО «Айсель-Казахстан»
С 1997 года — первый заместитель генерального директора РГП «Қазақстан темір жолы»
С 1998 по ноябрь 2001 года — президент РГП «Қазақстан темір жолы».
В ноябре 2001 года Указом Президента Республики Казахстан назначен министром транспорта и коммуникаций.
В марте 2002 года отстранён от должности на период расследования уголовного дела, в июне 2002 года арестован следственным департаментом Министерства внутренних дел Республики Казахстан, в мае 2003 года приговорен к 5 годам лишения свободы условно с конфискацией имущества по обвинению в организации хищений государственного имущества.
В период 2002-2004 годов — советник генерального директора ЗАО «DALA GROUP».
В 2003-2004 годах — аспирант экономического факультета Московского Государственного университета им. М. В. Ломоносова
С марта 2005 года — председатель Союза торгово-промышленных палат (ТПП) Республики Казахстан, президент ОЮЛ Торгово-промышленная палата РК. Член Совета директоров АО «DALA GROUP».
В 2007-2013 годах — член Правления Национальной экономической палаты Казахстана "Союз «Атамекен».
В 2013 -2022 годах — Председатель Правления Национальной палаты предпринимателей Республики Казахстан.
В мае 2023 года был задержан сотрудниками Агентства Республики Казахстан по противодействию коррупции по подозрению в мошенничестве и подстрекательстве предпринимателя к даче взятки в особо крупном размере.

## Награды
| Страна    | Дата | Награда                                            | Награда                                            |
| --------- | ---- | -------------------------------------------------- | -------------------------------------------------- |
| Казахстан | 2000 | Орден «Курмет»                                     | Орден «Курмет»                                     |
| Казахстан | 2016 | Медаль «25 лет независимости Республики Казахстан» | Медаль «25 лет независимости Республики Казахстан» |
| Казахстан | 2017 | Кавалер ордена «Барыс» 3 степени                   | Кавалер ордена «Барыс» 3 степени                   |
| Казахстан | 2018 | Юбилейная медаль «20 лет Астане»                   | Юбилейная медаль «20 лет Астане»                   |